# رنپت
رنپت در اساطیر مصر باستان به عنوان ایزدبانوی زمان، جوانان و بهار پنداشته می شده‌است.

## نماد شناسی
رنپت تاجی از درخت نخل که نمایش دهنده زمان بوده‌است بر سر داشته‌است.